# A capriccio
Pour les articles homonymes, voir Capriccio.
A capriccio (prononcé : [a kaˈprittʃo]) est un terme musical qui se rapporte à une indication de mouvement et signifie « au caprice »,, selon la volonté, le plaisir, la fantaisie de l'exécutant. Cette notation autorise l'interprète, instrumentiste ou chanteur, à avoir une large latitude d'exécution durant un passage musical.
L'expression est équivalente à Ad libitum ou A piacere,.
Franz Liszt a par exemple utilisé le terme pour désigner l'irrégularité métrique avec laquelle il imite la musique populaire dans ses rhapsodies hongroises (lento a capriccio).